# Musli
Musli (de l'alemany suís Müesli, també Müsli) és un esmorzar popular que consisteix generalment en flocs de cereals, civada, fruita dessecada i fruits secs, mesclats sense una recepta fixada, depenent del fabricant. Va ser desenvolupat cap a l'any 1900 pel metge suís Maximilian Bircher-Benner per a pacients hospitalitzats. Està disponible empaquetat en la forma seca o fresc.
A Suïssa, també es menja al vespre. El Birchermüesli complet és musli amb butterbrot i cafè amb llet.

## Etimologia
Originalment el musli es coneixia en suís alemany com a Birchermüesli o simplement Müesli, la paraula alemànica diminutiu de Mues relacionada amb l'anglès antic moose, que significa estofat.

## Recepta original del doctor Bircher
Per a una persona:
1.Remullar una cullarada rasa de flocs de civada dins tres cullarades d'aigua freda.
2.Afegir una cullarada de suc de llimona i una cullarada de llet condensada ensucrada.
3.Mesclar amb 200 g de pomes (no tractades) ratllada (amb pell i llavors)
4.Polvoritzar amb una cullarada d'avellanes o ametlles ratllades.

## Comercialització
Hi ha moltes varietats de musli amb diversos cereals, iogurts, nata, fruits frescs o secs. Però aquest plat no pot pretendre el nom de birchermuesli si no conté els quatre ingredients fonamentals: flocs de civada, llet, suc de llimona i poma ratllada.